# Wiatr od morza
Wiatr od morza – książka Stefana Żeromskiego. Ukazała się w 1922 roku. Żeromski otrzymał za nią Nagrodę im. Orzeszkowej, Państwową Nagrodę Literacką (Ministra Wyznań Religijnych i Oświecenia Publicznego). Książka doczekała się ponad dziesięciu wydań.
Książka jest zbiorem niepowiązanych ze sobą form literackich, takich jak opowiadania, bajki, biografie, reportaże czy relacje historyczne, których wspólnym elementem jest temat Pomorza, i diabła Smętka, znanego z legend kaszubskich i mazurskich. Książka jest uznawana za literacki argument za dostępem Polski do morza i polskością germanizowanego Pomorza. Z tego też powodu książka była ostro atakowana przez niemiecką krytykę i być może miała wpływ na decyzję Komitetu Noblowskiego, który przyznał nagrodę Nobla mniej kontrowersyjnemu Władysławowi Reymontowi.
Jeden z rozdziałów książki opisuje historię Krystyny Ceynowej, ostatniej osoby w Polsce, która poniosła śmierć w wyniku oskarżenia o czary.
Książka była ekranizowana w 1930 r. filmem o tym samym tytule.
Tytuł książki zainspirował m.in. nazwę Pomorskiej Nagrody Literackiej „Wiatr od morza”.